# Hemipecteros gastriva
Hemipecteros gastriva är en fjärilsart som beskrevs av William Schaus 1905. Hemipecteros gastriva ingår i släktet Hemipecteros och familjen tandspinnare. Inga underarter finns listade i Catalogue of Life.